# 巴西堅果
巴西堅果（英文：Brazil nut，学名：Bertholletia excelsa）是高大的贝尔托莱氏木（Bertholletia excelsa）的可食种子。贝尔托莱氏木是玉蕊科巴西堅果屬的植物，巴西堅果屬只有巴西堅果一個種，植物名Bertholletia是以法國化學家克勞德·貝托萊的名字命名的。是世界上主要商业坚果和果仁类之一。原產於南美洲的圭亞那、委內瑞拉、巴西、哥倫比亞東部、秘魯東部、玻利維亞東部。零星的分佈在亞馬遜河、內格羅河、奧利諾科河沿岸的森林裡。

## 名称
此坚果在葡萄牙语和西班牙语中为帕拉栗（castanha-do-pará、castañas de Pará）、巴西栗（castanha-do-brasil、castañas de Brasil）。葡萄牙语也称其为亚马逊地区的栗子（castanha-da-amazônia）、 阿克里栗（Castanha-do-acre）、 亚马逊地区的坚果（noz amazônica）等等，西班牙语也常称其为巴西果（nuez de Brasil）。
因此，其英文也称帕拉果（Para nut）、奶油果（Cream nut）。中文因为其外形也称鮑魚果。
在中文中西番蓮果这种水果有時候也被稱為巴西果，應與巴西堅果相區別。

## 形态
植株為大喬木，樹高可以達到30～45公尺高，樹幹直徑可達二公尺。是亞馬遜雨林裡最大的樹木之一，樹齡可以達500歲以上。樹皮灰色、平滑。落葉植物，葉在乾季時會掉落，單葉，互生，葉緣全緣或鈍鋸齒，葉長橢圓形，長20～35公分，寬10～15公分。花小，白綠色，花序為圓錐花序，花序長5～10公分。每朵花有花萼與花冠兩個部份，花萼為落萼，花冠有花瓣六片，花瓣奶油色。雄蕊多數。

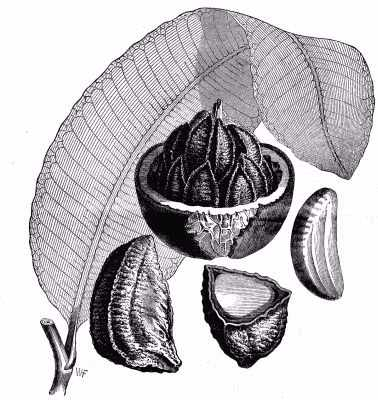
巴西堅果的果實

巴西堅果只有生長在原始林中才會結果實，不是原始林內通常會缺少一種蘭花，而這種蘭花會間接影響巴西堅果的授粉及結果，這種蘭花會發出吸引雄性蜜蜂的味道，而雄蜂會利用這種味道吸引雌蜂來交配。沒有這種蘭花，雌雄蜂不會交配而導致蜂數減少，蜜蜂數量減少會使得巴西堅果的花無法完成授粉及結果。如果森林裡蘭花與蜜蜂兩者都有時，巴西堅果的花可以順利完成授粉，花授粉後果實需要十四個月的時間才會成熟，果實為蒴果，果徑10～15公分，類似椰子的大小，果實重約二公斤。果實的外面有木質化的硬殼，殼的厚度約0.8～1.2公分，裡面有8～24顆種子，種子三角形，長4～5公分。在果實的一端有一個小孔，大型的嚙齒類動物，例如刺豚鼠，會利用這個小孔來咬開果實，食用裡面種子，吃剩下的種子會被埋藏起來，供以後食用，這些被埋藏起來的種子有些會萌芽長出新的樹苗。刺豚鼠埋藏種子地方大多是陰暗的地方，當這些種子萌芽生長至幼樹的階段後，由於環境陰暗的關係，幼樹會以休眠的狀態等待適當的時機出現，當附近的樹木倒下，陽光照得到幼樹生長的地方時，幼樹會立刻恢復生長。

## 用途

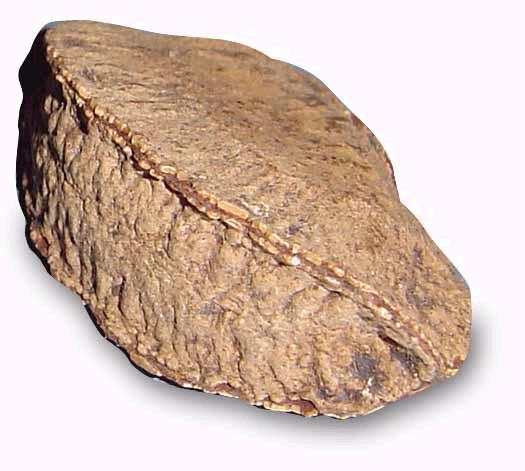
巴西堅果的種子

巴西堅果的油除了作為食用，也可以做為鐘錶的潤滑油及繪畫用的顏料。

## 图库

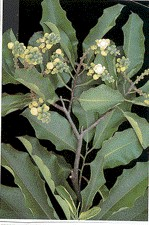
巴西果树
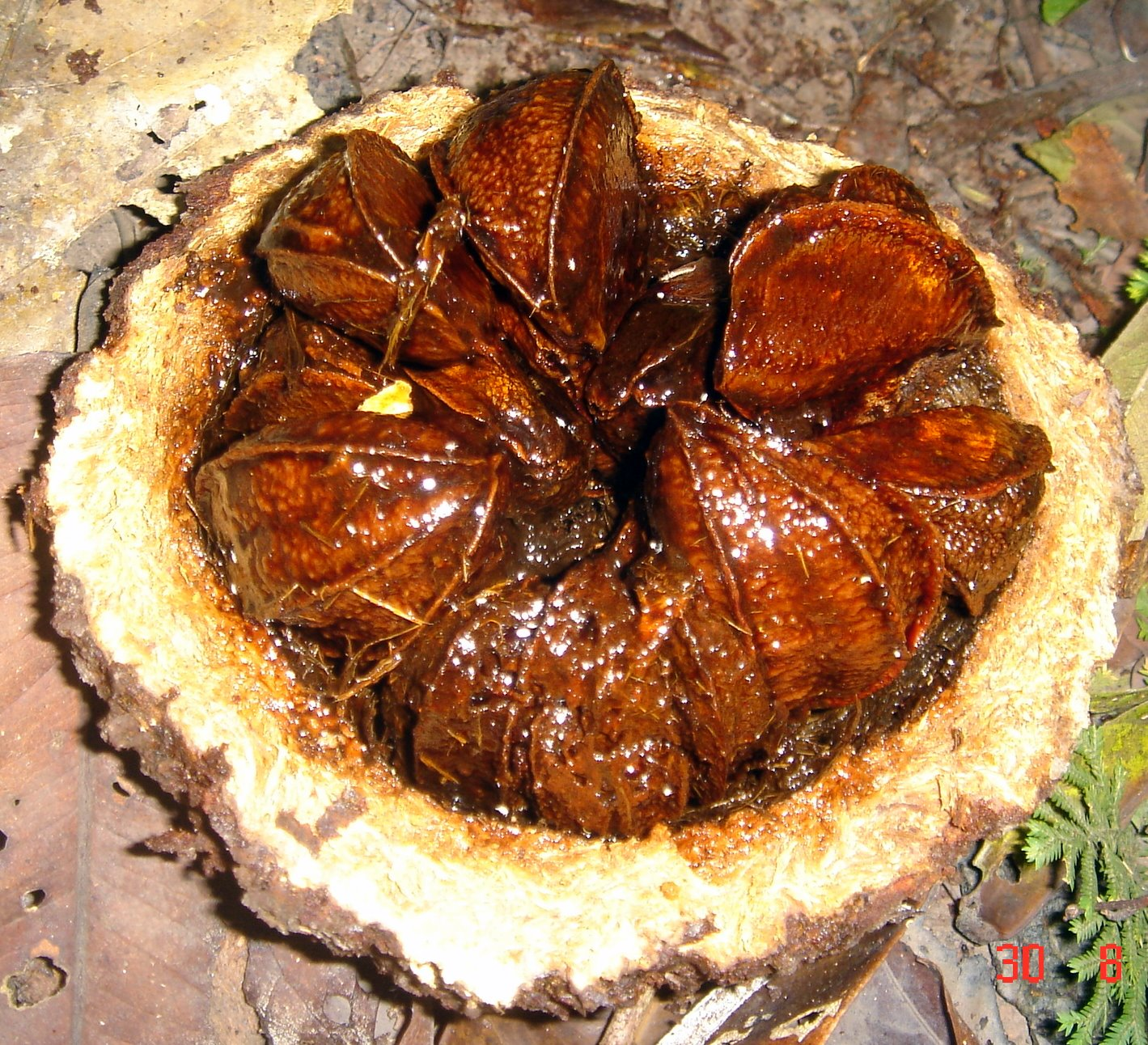
巴西堅果
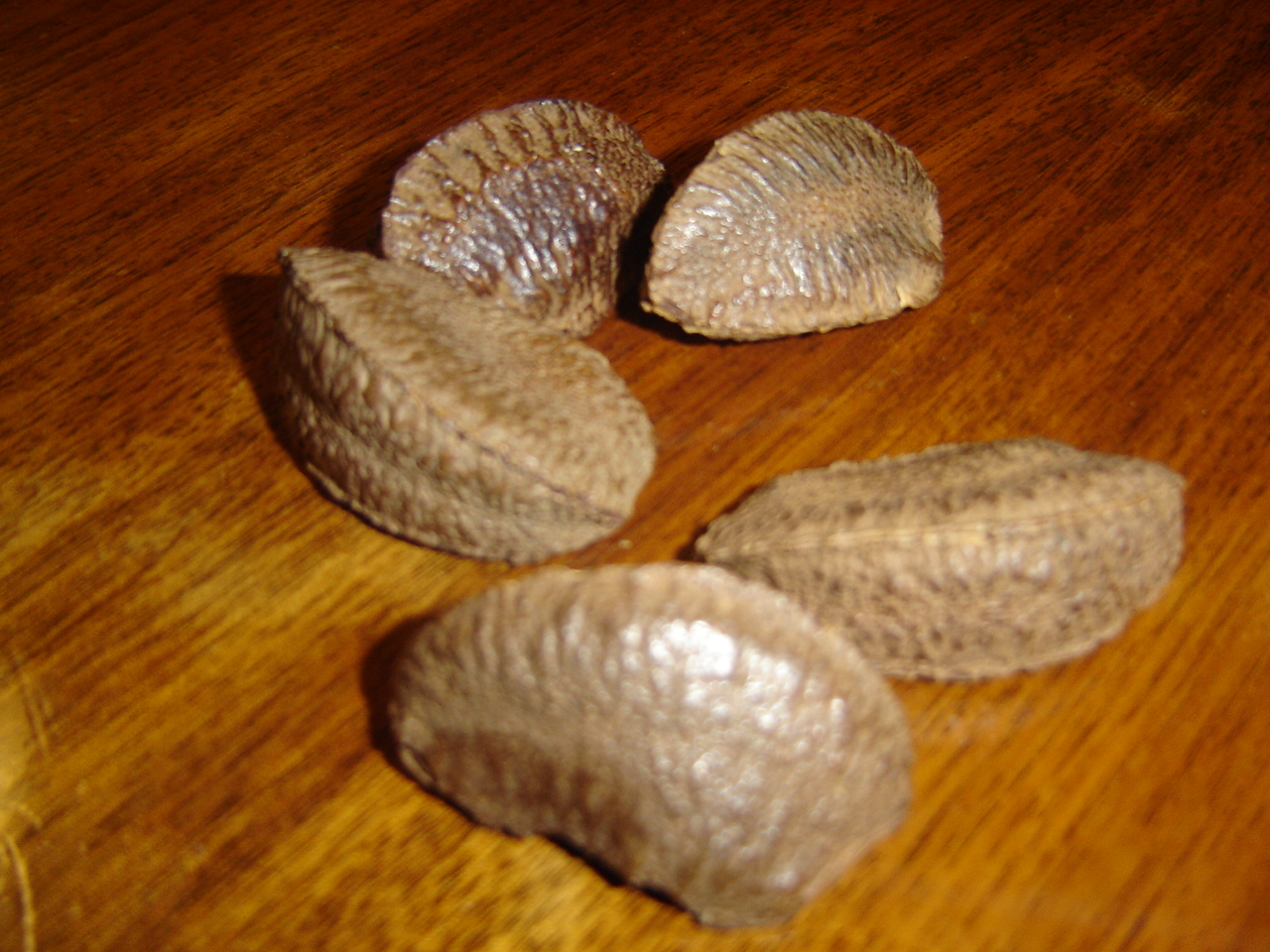
巴西堅果種子
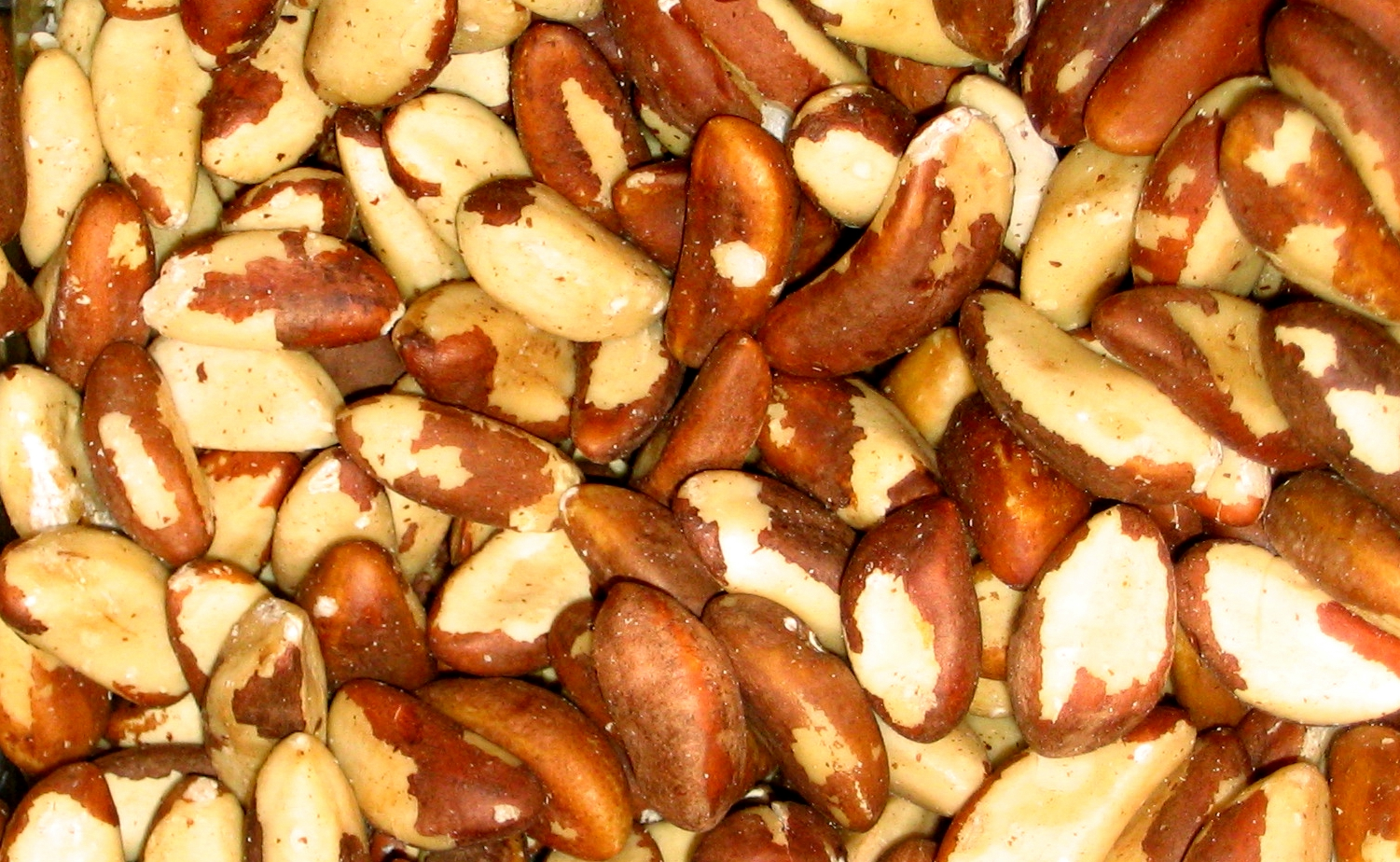
去壳的巴西堅果
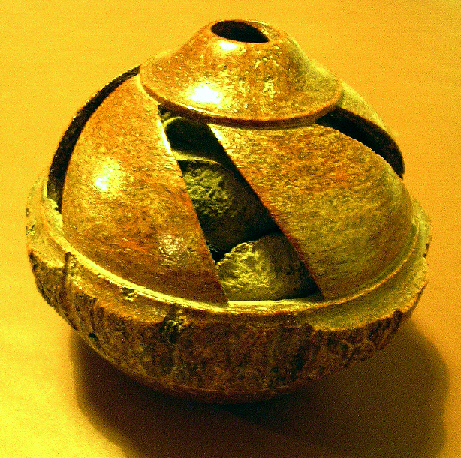
巴西堅果的雕刻品
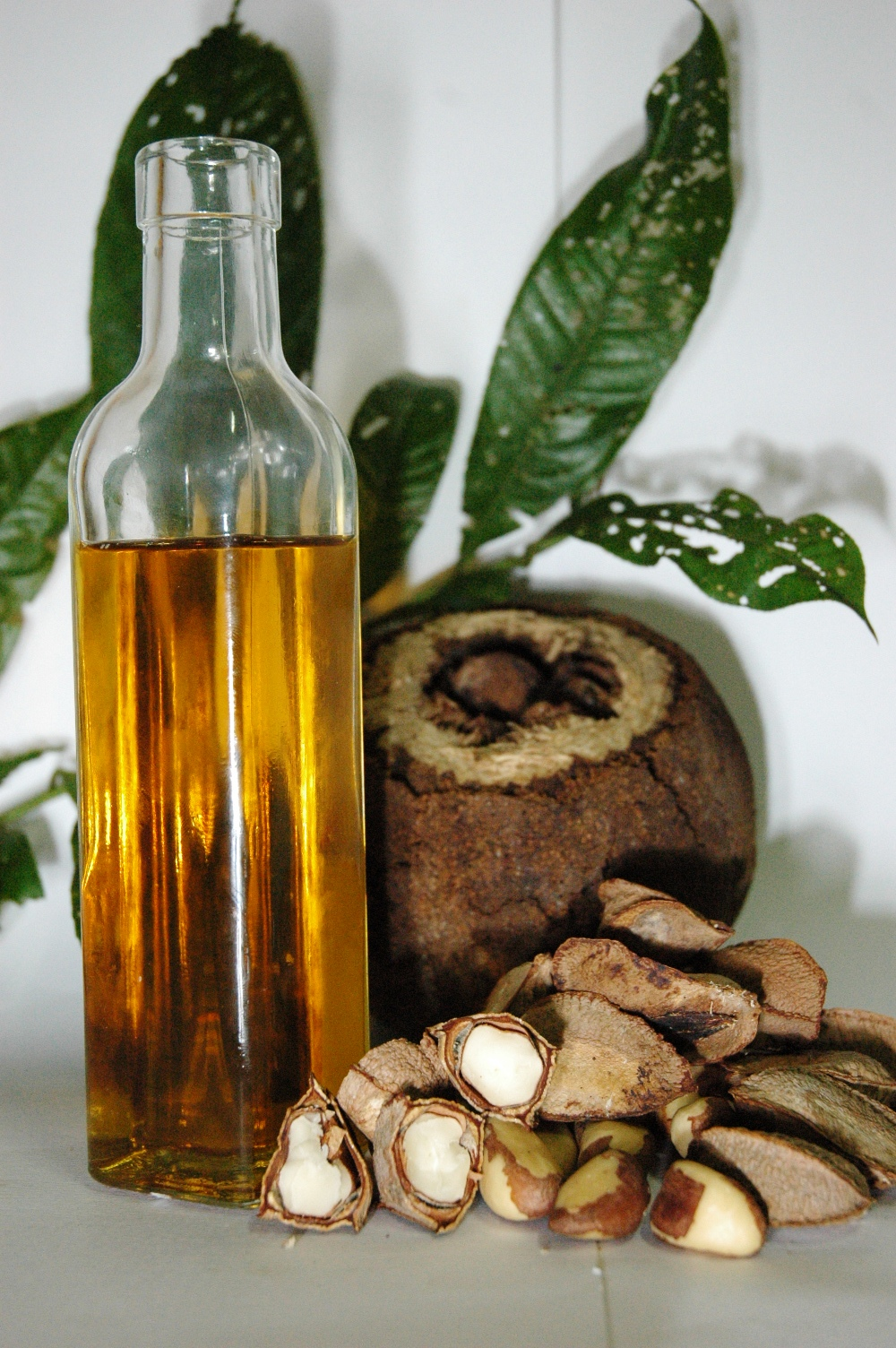
巴西堅果油